# Cestoplana rubrocincta
Cestoplana rubrocincta är en plattmaskart som först beskrevs av Grube 1840.  Cestoplana rubrocincta ingår i släktet Cestoplana och familjen Cestoplanidae. Inga underarter finns listade i Catalogue of Life.